# .porn
Домен верхнего уровня .porn был введён в 2012 году и управляется компанией ICM Registry. Он предназначен для сайтов, содержащих контент для взрослых, и является частью расширенной системы доменных имен, которая включает специализированные TLD.

## История
Идея создания домена .porn возникла в рамках инициативы по расширению доменной системы, целью которой было создание более специализированных и тематических доменных зон. Это решение вызвало активные обсуждения в обществе, касающиеся вопросов цензуры, безопасности и защиты пользователей. По данным ICANN, домены для взрослых были предложены для улучшения регулирования контента в интернете.

#### Регистрация
Регистрация доменов в зоне .porn доступна как для физических, так и для юридических лиц. Однако существуют определённые правила и ограничения на содержание сайтов, размещаемых в этой зоне. Это направлено на предотвращение распространения незаконного контента и защиту пользователей от потенциально опасной информации согласно TechCrunch.

#### Споры и критика
Домен .porn подвергался критике за возможное поощрение эксплуатации и нарушения прав человека. Некоторые организации выражали обеспокоенность по поводу безопасности пользователей, особенно несовершеннолетних. Тем не менее, сторонники создания этого домена утверждают, что он предоставляет легитимное пространство для контента для взрослых и способствует лучшему регулированию данной сферы.

## Заключение
Домен .porn продолжает вызывать интерес и споры в обществе. Его существование поднимает важные вопросы о свободе слова, безопасности пользователей и регулировании контента для взрослых.